# Copa dos Campeões de 2002
A Copa dos Campeões Regionais de 2002 (oficialmente Troféu Visa Electron - Copa dos Campeões 2002 por questões de patrocínio) foi a terceira e última edição dessa competição brasileira de futebol organizada pela Confederação Brasileira de Futebol (CBF).
O vencedor foi o Paysandu Sport Club, que conquistou esse título pela primeira vez, além de garantir a vaga para a Copa Libertadores da América de 2003, ao derrotar o Cruzeiro nos pênaltis na decisão realizada no Estádio Castelão em Fortaleza (CE).
Essa também foi a última edição da competição, devido a mudanças no calendário do futebol brasileiro de 2003 com a implantação do sistema de pontos corridos em turno e returno da primeira divisão do Campeonato Brasileiro.
Albertão-PI (5 jogos do grupo D, um jogo do grupo B e um jogo das quartas: 7 jogos), Castelão-CE (5 jogos do grupo B, um jogo do grupo D, um jogo das quartas, uma semi e segundo jogo da final: 9 jogos), Machadão-RN (6 jogos do grupo C e um jogo das quartas: 7 jogos) e Mangueirão-PA (6 jogos do grupo A, um jogo das quartas, uma semi e primeiro jogo da final: 9 jogos) foram os estádios utilizados.

## Participantes
Com a ampliação e o sucesso dos torneios interestaduais, a CBF então resolveu expandir o número de participantes, de nove em 2001 para 16 em 2002. Pela primeira vez, o campeão da edição anterior (Flamengo) garante a vaga antecipadamente. O Torneio Rio-São Paulo destinou seis vagas; a Copa Sul-Minas destinou quatro vagas; a Copa do Nordeste destinou três vagas; e a Copa Centro-Oeste e a Copa Norte destinaram vagas apenas aos campeões dos torneios.
| Campeonato                                      | Equipe              | Classificação                        |
| ----------------------------------------------- | ------------------- | ------------------------------------ |
| Torneio Rio-São Paulo (6 vagas + atual campeão) | Flamengo            | Campeão da Copa dos Campeões de 2001 |
| Torneio Rio-São Paulo (6 vagas + atual campeão) | Corinthians         | Campeão                              |
| Torneio Rio-São Paulo (6 vagas + atual campeão) | São Paulo           | Vice-campeão                         |
| Torneio Rio-São Paulo (6 vagas + atual campeão) | Palmeiras           | Semifinalista                        |
| Torneio Rio-São Paulo (6 vagas + atual campeão) | São Caetano         | Semifinalista                        |
| Torneio Rio-São Paulo (6 vagas + atual campeão) | Fluminense          | 5º colocado                          |
| Torneio Rio-São Paulo (6 vagas + atual campeão) | Vasco da Gama       | 6º colocado                          |
| Copa Sul-Minas (4 vagas)                        | Cruzeiro            | Campeão                              |
| Copa Sul-Minas (4 vagas)                        | Atlético Paranaense | Vice-campeão                         |
| Copa Sul-Minas (4 vagas)                        | Atlético Mineiro    | Semifinalista                        |
| Copa Sul-Minas (4 vagas)                        | Grêmio              | Semifinalista                        |
| Copa do Nordeste (3 vagas)                      | Bahia               | Campeão                              |
| Copa do Nordeste (3 vagas)                      | Vitória             | Vice-campeão                         |
| Copa do Nordeste (3 vagas)                      | Náutico             | Melhor pontuação na primeira fase    |
| Copa Centro-Oeste (1 vaga)                      | Goiás               | Campeão                              |
| Copa Norte (1 vaga)                             | Paysandu            | Campeão                              |

## Sistema de disputa
O formato do campeonato foi semelhante ao adotado na Copa do Mundo. Os 16 participantes foram divididos em quatro grupos de quatro equipes em turno único. Os dois melhores de cada grupo avançam para a fase quartas de final. 
A partir da fase quartas de final, começa a fase eliminatória (mata-mata), em partida única, assim como na fase semifinal. Caso certa partida terminar empatada, a definição será feita através da disputa por pênaltis.
A final é feita em duas partidas. Em caso de empate no somatório de gols, disputa por penalidades máximas (pênaltis).
O campeão garante vaga na Copa Libertadores da América de 2003.

## Televisão
A Rede Globo deteve os direitos de transmissão por TV aberta da Copa dos Campeões. Mesmo com a garantia de exclusividade, a Globo optou por revender os direitos de TV aberta do torneio para a Rede Record, que teve o direito de transmitir no máximo duas partidas por semana.
Já os direitos de TV por assinatura foram adquiridos com exclusividade pela empresa Globosat (pertencente ao Grupo Globo) para serem transmitidos no canal SporTV.

## Fase de grupos
| Pos | Equipes     | Pts | J | V | E | D | GP | GC | SG |
| --- | ----------- | --- | - | - | - | - | -- | -- | -- |
| 1   | Paysandu    | 5   | 3 | 1 | 2 | 0 | 4  | 3  | +1 |
| 2   | Fluminense  | 5   | 3 | 1 | 2 | 0 | 1  | 0  | +1 |
| 3   | Náutico     | 2   | 3 | 0 | 2 | 1 | 3  | 4  | -1 |
| 4   | Corinthians | 2   | 3 | 0 | 2 | 1 | 2  | 3  | -1 |

| Pos | Equipes             | Pts | J | V | E | D | GP | GC | SG |
| --- | ------------------- | --- | - | - | - | - | -- | -- | -- |
| 1   | Flamengo            | 9   | 3 | 3 | 0 | 0 | 6  | 0  | +6 |
| 2   | Goiás               | 6   | 3 | 2 | 0 | 1 | 5  | 6  | -1 |
| 3   | São Caetano         | 3   | 3 | 1 | 0 | 2 | 3  | 4  | -1 |
| 4   | Atlético Paranaense | 0   | 3 | 0 | 0 | 3 | 3  | 7  | -4 |

| Pos | Equipes   | Pts | J | V | E | D | GP | GC | SG |
| --- | --------- | --- | - | - | - | - | -- | -- | -- |
| 1   | Cruzeiro  | 5   | 3 | 1 | 2 | 0 | 3  | 2  | +1 |
| 2   | Vitória   | 4   | 3 | 1 | 1 | 1 | 2  | 1  | +1 |
| 3   | São Paulo | 4   | 3 | 1 | 1 | 1 | 3  | 3  | 0  |
| 4   | Grêmio    | 2   | 3 | 0 | 2 | 1 | 1  | 3  | -2 |

| Pos | Equipes          | Pts | J | V | E | D | GP | GC | SG |
| --- | ---------------- | --- | - | - | - | - | -- | -- | -- |
| 1   | Palmeiras        | 7   | 3 | 2 | 1 | 0 | 7  | 2  | +5 |
| 2   | Bahia            | 6   | 3 | 2 | 0 | 1 | 4  | 5  | -1 |
| 3   | Vasco da Gama    | 2   | 3 | 0 | 2 | 1 | 4  | 5  | -1 |
| 4   | Atlético Mineiro | 1   | 3 | 0 | 1 | 2 | 5  | 8  | -3 |

## Fase final

### Cruzamentos
|  | Quartas de final | Quartas de final | Quartas de final |          |           | Semifinais | Semifinais | Semifinais |  |  | Final | Final          | Final | Final | Final |
|  |                  |                  |                  |          |           |            |            |            |  |  |       |                |       |       |       |
|  | 1ºA              | Paysandu         | 2                |          |           |            |            |            |  |  |       |                |       |       |       |
|  | 2ºD              | Bahia            | 1                |          |           |            |            |            |  |  |       |                |       |       |       |
|  | 2ºD              | Bahia            | 1                |          | S1        | Paysandu   | 3          |            |  |  |       |                |       |       |       |
|  |                  |                  |                  |          | S1        | Paysandu   | 3          |            |  |  |       |                |       |       |       |
|  |                  | S2               | Palmeiras        | 1        |           |            |            |            |  |  |       |                |       |       |       |
|  | 1ºD              | S2               | Palmeiras        | 1        | Palmeiras | 1          |            |            |  |  |       |                |       |       |       |
|  | 1ºD              |                  |                  |          | Palmeiras | 1          |            |            |  |  |       |                |       |       |       |
|  | 2ºA              | Fluminense       | 0                |          |           |            |            |            |  |  |       |                |       |       |       |
|  |                  |                  |                  |          |           |            |            |            |  |  | F1    | Paysandu (pen) | 1     | 4 (3) |       |
|  |                  |                  | F2               | Cruzeiro | 2         | 3 (0)      |            |            |  |  |       |                |       |       |       |
|  | 1ºC              | Cruzeiro         | 3                |          |           |            |            |            |  |  |       |                |       |       |       |
|  | 2ºB              | Goiás            | 1                |          |           |            |            |            |  |  |       |                |       |       |       |
|  | 2ºB              | Goiás            | 1                |          | S3        | Cruzeiro   | 2          |            |  |  |       |                |       |       |       |
|  |                  |                  |                  |          | S3        | Cruzeiro   | 2          |            |  |  |       |                |       |       |       |
|  |                  | S4               | Flamengo         | 1        |           |            |            |            |  |  |       |                |       |       |       |
|  | 1ºB              | S4               | Flamengo         | 1        | Flamengo  | 2          |            |            |  |  |       |                |       |       |       |
|  | 1ºB              |                  |                  |          | Flamengo  | 2          |            |            |  |  |       |                |       |       |       |
|  | 2ºC              | Vitória          | 1                |          |           |            |            |            |  |  |       |                |       |       |       |

### Quartas de final
| Time 1    | Placar | Time 2     |
| --------- | ------ | ---------- |
| Flamengo  | 2–1    | Vitória    |
| Cruzeiro  | 2–1    | Goiás      |
| Palmeiras | 1–0    | Fluminense |
| Paysandu  | 2–1    | Bahia      |

### Semifinais
| Time 1   | Placar | Time 2    |
| -------- | ------ | --------- |
| Cruzeiro | 2–1    | Flamengo  |
| Paysandu | 3–1    | Palmeiras |

### Final
| Time 1   | Total       | Time 2   | 1º jogo | 2º jogo |
| -------- | ----------- | -------- | ------- | ------- |
| Cruzeiro | 5–5 (0–3 p) | Paysandu | 2–1     | 3–4     |

#### Primeiro Jogo
| 31 de julho | Paysandu          | 1 – 2 | Cruzeiro                         | Mangueirão, Belém                                       |
| 21:45       | Sandro Goiano 32' |       | Fabio Júnior 14' · Joãozinho 63' | Público: 53 000 Árbitro: SP Edilson Pereira de Carvalho |

#### Segundo Jogo
| 4 de agosto | Cruzeiro                       | 3 – 4 | Paysandu                         | Castelão, Fortaleza (CE)                         |
| 16:00       | Fábio Júnior 9' 48' · Cris 39' |       | Vandick 11' 22' 40' · Jóbson 57' | Público: N/D Árbitro: SP Paulo César de Oliveira |

|                          |       | Penalidades                 |  |
| Ricardinho Vânder Jussiê | 0 – 3 | Jóbson Vélber Luís Fernando |  |

Paysandu: Marcão, Marcos, Gino, Sérgio e Luís Fernando; Sandro Goiano, Rogerinho, Jóbson e Vélber; Jajá (Vanderson) e Vandick (Albertinho). Técnico: Givanildo Oliveira.
Cruzeiro: Jefferson, Maicon (Ruy), Cris, Luisão e Leandro; Augusto Recife, Ricardinho, Vânder e Jorge Wagner (Jussiê); Joãozinho e Fábio Júnior. Técnico: Marco Aurélio.

## Campeão
| Campeão da Copa dos Campeões 2002 |
| --------------------------------- |
| PAYSANDU (1º título)              |

## Classificação final
| Classificação final | Classificação final | Classificação final | Classificação final | Classificação final | Classificação final | Classificação final | Classificação final | Classificação final | Classificação final |
| Pos | Times               | Pts                 | J                   | V                   | E                   | D                   | GP                  | GC                  | SG                  |
| --- | ------------------- | ------------------- | ------------------- | ------------------- | ------------------- | ------------------- | ------------------- | ------------------- | ------------------- |
| 1 | Paysandu            | 14                  | 7                   | 4                   | 2                   | 1                   | 14                  | 10                  | +4                  |
| 2 | Cruzeiro            | 11                  | 6                   | 3                   | 2                   | 1                   | 10                  | 8                   | +2                  |
| 3 | Flamengo            | 12                  | 5                   | 4                   | 0                   | 1                   | 9                   | 3                   | +6                  |
| 4 | Palmeiras           | 10                  | 5                   | 3                   | 1                   | 1                   | 9                   | 5                   | +4                  |
| 5 | Goiás               | 6                   | 4                   | 2                   | 0                   | 2                   | 6                   | 8                   | -2                  |
| 6 | Bahia               | 6                   | 3                   | 2                   | 0                   | 2                   | 5                   | 7                   | -2                  |
| 7 | Fluminense          | 5                   | 4                   | 1                   | 2                   | 1                   | 1                   | 1                   | 0                   |
| 8 | Vitória             | 4                   | 4                   | 1                   | 1                   | 2                   | 3                   | 3                   | 0                   |
| 9 | São Paulo           | 4                   | 3                   | 1                   | 1                   | 1                   | 3                   | 3                   | 0                   |
| 10 | São Caetano         | 3                   | 3                   | 1                   | 0                   | 2                   | 3                   | 4                   | -1                  |
| 11 | Vasco da Gama       | 2                   | 3                   | 0                   | 2                   | 1                   | 4                   | 5                   | -1                  |
| 12 | Náutico             | 2                   | 3                   | 0                   | 2                   | 1                   | 3                   | 4                   | -1                  |
| 13 | Corinthians         | 2                   | 3                   | 0                   | 2                   | 1                   | 2                   | 3                   | -1                  |
| 14 | Grêmio              | 2                   | 3                   | 0                   | 2                   | 1                   | 1                   | 3                   | -2                  |
| 15 | Atlético Mineiro    | 1                   | 3                   | 0                   | 1                   | 2                   | 5                   | 8                   | -3                  |
| 16 | Atlético Paranaense | 0                   | 3                   | 0                   | 0                   | 3                   | 3                   | 7                   | -4                  |
| Pts – Pontos ganhos; J – Jogos; V - Vitórias; E - Empates; D - Derrotas; GP – Gols pró; GC – Gols contra; SG – Saldo de gols |                     |                     |                     |                     |                     |                     |                     |                     |                     |